# Суссекс-спаниель
Суссекс-спаниель (англ. sussex spaniel) — порода собак среднего размера, выведенная в графстве Суссекс на юге Англии. Порода принадлежит к группе спаниелей и изначально выводилась как апортировочная. Она не утратила рабочих качеств и сегодня, хотя гораздо чаще используется как собака-компаньон.
В первый раз суссекс-спаниель выставлялся на выставке Лондонского клуба собаководства в 1862 году. Порода относится к числу редких.

## Происхождение
Суссекс был выведен как местный вариант спаниеля в окрестностях города Гастингс (восток графства Суссекс) местным землевладельцем В. Фуллером, который в 90-х годах XVIII века пытался получить собаку для охоты на птицу, отвечающую местным природным условиям, представлявшим собой густые лесные заросли. Экспериментируя, Фуллер скрещивал несколько пород, включая ныне вымершего норфолк-спаниеля, филд-спаниеля, кламбер-спаниеля и английского спрингер-спаниеля. Фуллер преследовал цель вывести породу, активно подающую голос во время работы по птице, чем она выгодно отличается от других разновидностей спаниеля.
Суссекс-спаниель входил в первую десятку пород, записанных в 1884 году в племенную книгу Американского клуба собаководства. Если в конце XIX — начале XX века порода пользовалась некоторой популярностью, то к 1940-м годам оказалась буквально на грани исчезновения. После войны английскому фермеру Джою Фриру удалось спасти нескольких животных, от которых происходят все современные суссексы.

## Распространение
Хотя порода была выведена в Великобритании, наибольшей популярности она добилась в США. Но и в Америке суссекс всегда относился к числу наименее популярных пород. Среди пород спаниелей суссекс занимает предпоследнее место, превосходя только филд-спаниеля. В 2009 году в Великобритании были зарегистрированы 51 филд, 56 суссексов, но 12 700 спрингеров и 22 211 английских кокеров. Несмотря на невысокую популярность, суссекс зарекомендовал себя как дружелюбная и умная порода, подходящая как для охоты, так и для «дивана».

## Внешний вид
Суссекс-спаниель — довольно низкорослая собака растянутого формата, внешне похожая на кламбер-спаниеля, но отличающаяся от него окрасом и ростом. Высота суссекса в холке составляет 38—41 см при массе 23 кг. Для сравнения рост кламбера составляет 43—51 см при массе 25—39 кг. Характерной особенностью породы является богатая густая шерсть шоколадного (печёночного) окраса с золотистым отливом. Исторически в породе существовал также чёрный окрас, но современный стандарт признает только печёночный.
Шерсть густая, слегка волнистая, с подшёрстком. Как и у большинства других спаниелей, шерсть обильнее растет на груди, ушах и ногах, образуя очёсы (так называемые «штаны»). Цвет глаз — карий. Уши шелковистые, без подшёрстка.

## Темперамент, поведение и использование
Суссекс — флегматик по натуре, но в определённых ситуациях может проявлять активность. Эта собака прекрасно ладит с детьми, подходит в качестве собаки-компаньона. Порода может использоваться как подружейная (выполняя функции как легавой, так и ретривера), собака-компаньон, собака-терапевт или как полицейская ищейка, натасканная на наркотики. В качестве подружейной особенно эффективно работает в зарослях и перелесках.